# 道場 (さいたま市)
道場（どうじょう）は、埼玉県さいたま市桜区の町名および大字。現行行政地名は道場一丁目から五丁目および大字道場。町丁は住居表示実施済み。郵便番号は338-0835。本項では当地にかつて存在した油面（あぶらめん）についても触れる。 

## 地理
埼玉県さいたま市桜区西部の沖積平野（荒川低地）に位置する。西部には桜区役所を含むプラザウエストや記念総合体育館が立地する。東部は新六間道路を中心として住宅街が広がっている。
2008年に二丁目の東日本鉄工埼玉工場跡地に812世帯が暮らす大規模マンション、サクラディアが建設され、人口が増加した。当地区は鉄道駅から遠く、交通の便が悪いが、サクラディアでは解決策として、武蔵浦和駅までの直行バスを運行している。しかし、幹線道路である新六間道路は新大宮バイパスから国道463号の羽根倉橋方面へ抜ける車（またその逆も）で慢性的に渋滞が発生している。周辺の学校の通学路となっているが、歩道が狭い個所や整備されていない場所も多く死亡事故も発生している。
現在都市計画道路高木大谷場線と町谷本太線の建設が道場三丁目と町谷四丁目で行われており、数年以内には歩道の整備された道路が完成し、渋滞緩和と安全確保が実現する予定となっている。荒川堤外地（河川敷）周辺に大字道場の残部と、入会地由来の小さな飛地がある。大半が秋ヶ瀬公園の敷地である。

### 河川
- 鴨川
- 油面川

### 地価
住宅地の地価は、2015年（平成27年）1月1日の公示地価によれば、道場二丁目18-33の地点で13万円/m2となっている。

## 歴史
もとは江戸期より存在した武蔵国足立郡与野領に属する道場村で、古くは1591年（天正19年）6月頃より見出せる道場村で上峯郷水判土荘に属していたと云われている。建久年間（1190年 - 1199年）に畠山重忠が土中から掘り出した観音像を安置する道場（現金剛寺）を建てたことが地名の起源と云われている。同年代には円乗院が村内に開基されていたが、慶長年間（1596年 - 1615年）に現在の場所に遷座したという。村高は「武蔵田園簿」では158石余（田47石余、畑47石余、野銭62石余）、「元禄郷帳」では158石余、「天保郷帳」では170石余。化政期の戸数は70軒で、村の規模は東西3町南北4町であった。荒川には江戸への物資の輸送の拠点となる道場河岸が開設されていた。
- 発足当初は幕府領、正保年間（1645年 - 1648年）頃より知行は旗本保々氏[5]。
- 幕末時点では足立郡道場村であった。明治初年の『旧高旧領取調帳』の記載によると、代官大竹左馬太郎支配所が管轄する幕府領と旗本保々左兵衛の知行であった。円乗院の寺領も存在した[8]。
- 1868年（慶応4年）6月19日 - 旧幕府領が武蔵知県事・山田政則（忍藩士）の管轄となる。
- 1869年（明治2年） 
  - 1月13日 - 武蔵知県事・宮原忠英の管轄区域に大宮県を設置、同県の管轄となる。県庁は東京府馬喰町に置かれる。
  - 9月29日 - 県庁が浦和に置かれ浦和県に改称。
  - 12月2日 - この日までに旗本領が上知され[9]、浦和県の管轄となる（府藩県三治制も参照）。
- 1871年（明治4年）11月13日 - 第1次府県統合により埼玉県の管轄となる。
- 1879年（明治12年）3月17日 - 郡区町村編制法により成立した北足立郡に属す。郡役所は浦和宿に設置。
- 1889年（明治22年）4月1日 - 町村制施行に伴い南元宿、西堀、関、鹿手袋、田島、新開、道場、与野領町谷、栄和、中島、山窪の十一村が合併し、土合村が成立[10]。土合村の大字道場となる[5]。
- 1955年（昭和30年）1月1日 - 土合村が大久保村とともに浦和市へ編入され[11]、浦和市大字道場となる。
- 1979年（昭和54年）6月2日 - 大字道場・町谷・南元宿・関・新開（現在の道場五丁目付近）の土地改良事業完了により、字名から大字油面（あぶらめん）が成立した[12]。しかし、1985年の住居表示実施により、道場と新開となり、6年たらずで廃止される[12]。
- 1985年（昭和60年）8月1日 - 住居表示実施により、大字道場、油面・町谷・栄和の各一部から道場一丁目〜五丁目となる[12]。また、住居表示実施により、大字道場の一部が栄和、新開、町谷（二丁目〜四丁目）の各一部となる[12]。また、住居表示実施により、大字油面の一部が新開一丁目〜四丁目の一部となる[12]。これにより大字油面は消滅する[12]。
- 2001年（平成13年）5月1日 - 浦和市が大宮市、与野市と合併しさいたま市となり、さいたま市の町名となる。
- 2003年（平成15年）4月1日 - さいたま市が政令指定都市へ移行し、さいたま市桜区の町名となる。

## 世帯数と人口
2017年（平成29年）9月1日現在の世帯数と人口は以下の通りである。
| 丁目       | 世帯数    | 人口    |
| ---------- | --------- | ------- |
| 道場一丁目 | 338世帯   | 682人   |
| 道場二丁目 | 1,376世帯 | 3,509人 |
| 道場三丁目 | 450世帯   | 1,012人 |
| 計         | 2,164世帯 | 5,203人 |

## 小・中学校の学区
市立小・中学校に通う場合、学区（校区）は以下の通りとなる。
| 大字・丁目 | 番地 | 小学校                 | 中学校                 |
| ---------- | ---- | ---------------------- | ---------------------- |
| 道場       | 全域 | さいたま市立栄和小学校 | さいたま市立土合中学校 |
| 道場一丁目 | 全域 | さいたま市立栄和小学校 | さいたま市立土合中学校 |
| 道場二丁目 | 全域 | さいたま市立栄和小学校 | さいたま市立土合中学校 |
| 道場三丁目 | 全域 | さいたま市立栄和小学校 | さいたま市立土合中学校 |
| 道場四丁目 | 全域 | さいたま市立栄和小学校 | さいたま市立土合中学校 |
| 道場五丁目 | 全域 | さいたま市立栄和小学校 | さいたま市立土合中学校 |

## 交通
地内に鉄道は敷設されていない。最寄り駅は埼京線南与野駅だが、道場二丁目18-33の地点よりおよそ2.9 km離れている。JR浦和駅まではバスで20分程度。

### 道路
- 埼玉県道57号さいたま鴻巣線（新六間道路）
- 新開通[14]

## 地域

### 寺社
- 金剛寺[14]
- 道場天満宮
- 薬師堂

### 施設

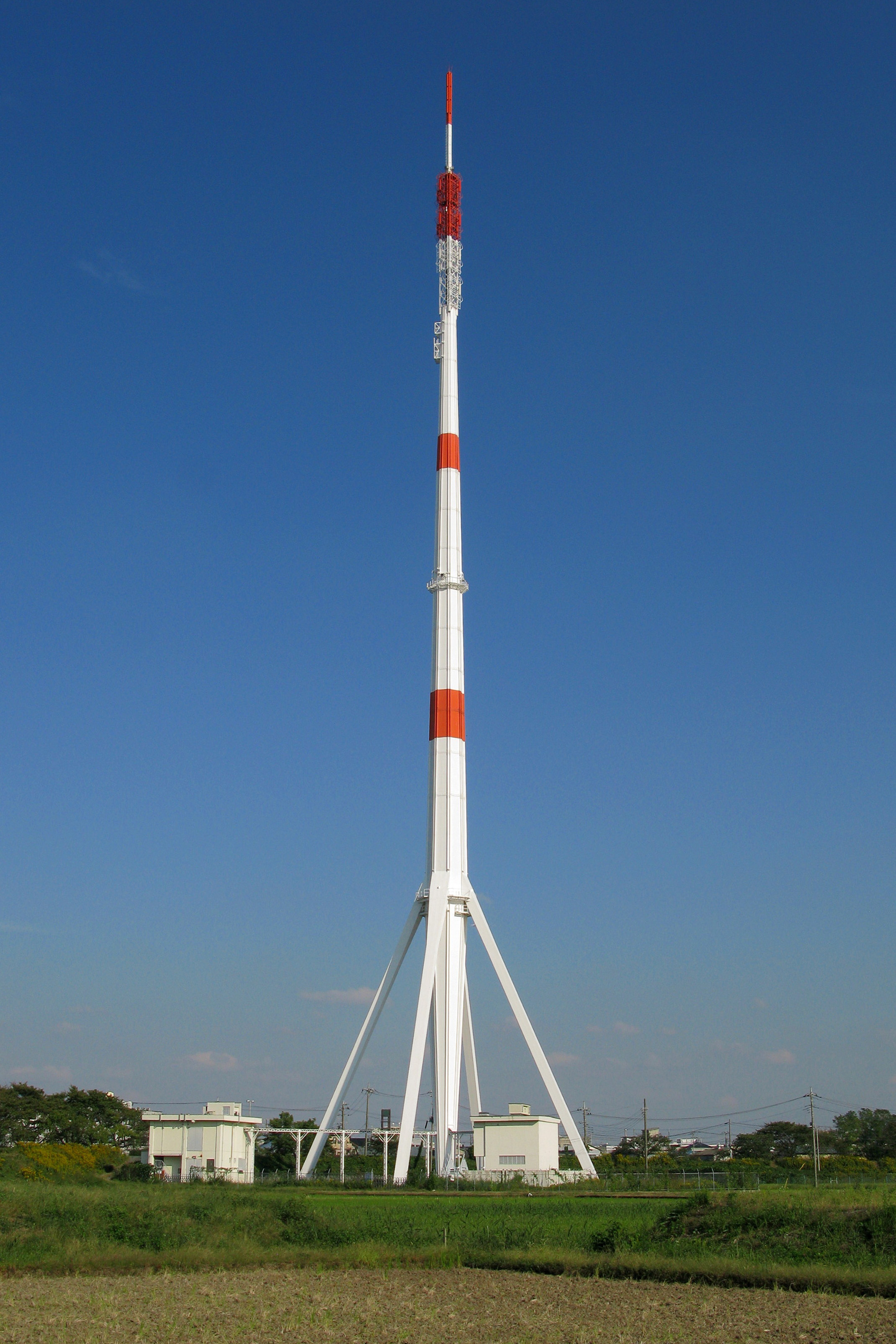
平野原送信所（浦和局）

- プラザウエスト
- さいたま市記念総合体育館
- 平野原送信所
- 秋ヶ瀬公園
  - 秋ヶ瀬公園管理センター
- 道場自治会館
- 栄和公民館
- 聖徳保育園
- サクラディア
- 鴨川堤桜通公園[14]
- 油面公園
- 道場一丁目公園
- 道場二丁目公園